# Atrichopogon minimus
Atrichopogon minimus är en tvåvingeart som beskrevs av Jean-Jacques Kieffer 1916. Atrichopogon minimus ingår i släktet Atrichopogon och familjen svidknott.
Artens utbredningsområde är Taiwan. Inga underarter finns listade i Catalogue of Life.